# Quarry Bay
Quarry Bay (kinesiska: 鰂魚涌, 鲗鱼涌) är en vik i Hongkong (Kina). Den ligger i den centrala delen av Hongkong.